# Панковски, Ракель
Ракель Панковски (исп. Raquel Pankowsky; 10 июля 1952, Мехико — 28 марта 2022) — мексиканская актриса театра и кино еврейского происхождения.

## Биография
Родилась 13 ноября 1952 года в Мехико. В мексиканском кинематографе дебютировала в 1978 году и с тех пор снялась в 40 ролях в кино и телесериалах. «Дикая Роза», «Карусель», «Перекрёстки», «Личико ангела», «Сакатильо, место в твоём сердце» и «Непокорное сердце» стали наиболее популярными телесериалами с участием актрисы. Являлась не только актрисой кино и телесериалов, но и театральной актрисой. Дважды была номинирована на премии Calendario de Oro и Luminaria de Oro — оба раза ей удалось одержать победу.
Скончалась 28 марта 2022 года от ХОБЛа.

## Фильмография
- Возлюбленный (сериал, 2017 — …) El bienamado … Concordia Briseño
- Какие же богатые эти бедные (сериал, 2013—2014) Qué pobres tan ricos … Isela Blanco
- Непокорное сердце (сериал, 2013) Corazón indomable … Cira
- Кусочек неба (сериал, 2012) Cachito de cielo … Coca
- Как говорится (сериал, 2011 — …) Como dice el dicho … Elvira
- Это не ты, это я (2010) No eres tú, soy yo … Agente de Bienes Raices
- Сакатильо, место в твоём сердце (сериал, 2010) Zacatillo, un lugar en tu corazón … Sonia
- Братья-детективы (сериал, 2009) Hermanos y detectives
- Роза Гваделупе (сериал, 2008 — …) La rosa de Guadalupe … Cleotilde
- Удар в сердце (сериал, 2008 — …) Un gancho al corazón … Bernarda
- Женщины-убийцы (сериал, 2008 — …) Mujeres asesinas … Elena 'Nena' Quiroz
- Благородные мошенники (сериал, 2008 — …) Los simuladores
- Моя мексиканская шива (2007) Morirse está en Hebreo … Esther
- Семья десяти (сериал, 2007) Una familia de diez … Conchita
- На грани (2006) Así del precipicio … Raquel
- Привилегия властвования (сериал, 2005—2006) El privilegio de mandar … Martha Según
- Соседи (сериал, 2005 — …) Vecinos … Tía Maty
- Твоя история любви (сериал, 2003) Tu historia de amor … Ana
- Дом с привидениями (сериал, 2003 — …) Alegrijes y rebujos … Consuelo Márquez
- La familia P. Luche (сериал, 2002—2012) … Directora
- Игра жизни (сериал, 2001—2002) El juego de la vida … Bertha De La Mora
- Цена твоей любви (сериал, 2000—2001) El precio de tu amor … Meche
- Личико ангела (сериал, 2000—2001) Carita de ángel … Honoria
- Ради твоей любви (сериал, 1999) Por tu amor … Dr. Obregón
- Камила (сериал, 1998—1999) Camila … Gloria
- Эсмеральда (сериал, 1997) Esmeralda … Juana
- Перекрёстки (сериал, 1994) Caminos cruzados … Inés
- Ангелы без рая (сериал, 1992) Ángeles sin paraíso … Brígida (1992)
- Американские горки (сериал, 1992) Carrusel de las Américas
- Игрок (1991) El jugador … Juanita
- Горькие цепи (сериал, 1991) Cadenas de amargura … Inés
- Imagen de muerte (1990)
- В лезвие смерти (сериал, 1990 — …) Al filo de la muerte … Adela
- Señoritas a disgusto (1989) … Rosita Rivera
- Карусель (сериал, 1989) Carrusel … Matilde Mateuche
- Дикая Роза (сериал, 1987—1988) Rosa salvaje … La Tacones
- Женщина, случаи из реальной жизни (сериал, 1985 — …) Mujer, casos de la vida real
- El mexicano feo (1984)
- Амитивилль 3-D (1983) Amityville 3-D … Sensory Woman
- La plaza de Puerto Santo (1978) … Hija de Carmona — Carmona’s daughter

## Театральные работы
- 2013 — Водитель и госпожа Дейзи